# Philippe Théaudière
Philippe Théaudière (Dijon, 9 de juny de 1942 - 15è districte de París, 29 de desembre de 2016), és un director de fotografia i director francès.

## Biografia
Philippe Théaudière ha treballat com a director de fotografia per a cinema i televisió en l'àmbit de la ficció i el documental. També va dissenyar llums per al teatre. Després dels estudis secundaris a l'institut Carnot de Dijon, va venir a París per fer cursos a l'Escola tècnica de fotografia i cinema (ETPC) de 1961 a 1963, de la qual es va graduar. El 1964-65 va fer el servei militar a l'ECPA, a Fort d'Ivry, on va participar en nombroses missions, sobretot per a la Marina, que permeten aprofundir eficaçment en la seva professió.
En acabar els seus estudis a l'escola de la rue de Vaugirard, gràcies al seu amic, Daniel Lacambre, va conèixer a Jean Eustache que li va permetre començar la seva carrera com a director de fotografia molt aviat. De les dotze pel·lícules rodades per J. Eustache, en va participar a vuit. Al mateix temps, va treballar com a càmera i 1r assistent per a Néstor Almendros a la pel·lícula de François Truffaut L'infant salvatge (1969). També va ser càmera de la pel·lícula de Pierre Jourdan, Un danseur : Rudolph Noureev (1970).
Philippe Théaudière "va saber estar allà per servir a Jean Eustache en gairebé totes les seves pel·lícules o fins i tot a Otar Iosseliani en els seus inicis", recorda Angelo Cosimano en el seu homenatge al lloc web de l' AFC. En la dècada del 1976 va treballar en pel·lícules de terror com Les Week-ends maléfiques du Comte Zaroff de Michel Lemoine, amb la que va guanyar el Premi a la millor fotografia al X Festival Internacional de Cinema Fantàstic i de Terror de Sitges 1977.

## Filmografia

### Director
- 1963: Dedans Paris (curtmrtratge)

### Director de fotografia
- 1963: Les Mauvaises Fréquentations de Jean Eustache (premiat al festival d'Evian 1964)
- 1966: Le Père Noël a les yeux bleus de Jean Eustache (Semaine de la Critique à Canes en 1966)
- 1967: Les Contrebandières de Luc Moullet
- 1967: Des terrils et des Turcs de Jean-Michel Barjol (curtmetratge)
- 1968: La Rosière de Pessac de Jean Eustache
- 1968: Les Deux Marseillaises de Jean-Louis Comolli i André S. Labarthe
- 1970: Le Cochon de Jean Eustache
- 1971: Numéro zéro de Jean Eustache
- 1972: Olivier Messiaen et les oiseaux de Denise Tual i Michel Fano
- 1972: The French Love de José Benazeraf
- 1974: Le Bordel, 1re époque : 1900 de José Benazeraf
- 1975: Les Lesbiennes de José Benazeraf
- 1976: Les Week-ends maléfiques du Comte Zaroff de Michel Lemoine
- 1978: Tire pas sur mon collant de Michel Lemoine
- 1979: Duos sur canapé de Marc Camoletti
- 1979 : Le Jardin des délices de Jérôme Bosch de Jean Eustache
- 1979 : La Rosière de Pessac (2a versió) de Jean Eustache
- 1980: Offre d'emploi de Jean Eustache
- 1982: Ça va faire mal ! de Jean-François Davy
- 1983: Le Jour le plus court de Pierre Kast
- 1984: Les Favoris de la lune d'Otar Iosseliani (Prix Spécial du Jury al Festival de Venècia 1984)
- 1988: Coupe franche de J.P. Saune
- 1989: À deux minutes près d'Éric Le Hung
- 1991: Le Secret de Sarah Tombelaine de Daniel Lacambre (Selecció Oficial del Festival d'Avoriaz 1991)